# Psychoonkologia
Psychoonkologia to interdyscyplinarna dziedzina medycyny, której rozwój przypada w Europie na lata 80. XX wieku. Problematykę badawczą psychoonkologii można ująć w trzy grupy:
1. działania nastawione na psychoprewencję i promocję zdrowia ze szczególnym uwzględnieniem zachowań ułatwiających zapobieganie oraz wczesne wykrywanie i leczenie choroby nowotworowej,
2. usuwanie lub łagodzenie psychologicznych i psychopatologicznych następstw choroby i leczenia u pacjentów onkologicznych i ich rodzin,
3. działania psychoprofilaktyczne, nastawione na personel medyczny zatrudniony na oddziałach onkologicznych.

Podstawowe zadania psychoonkologii to: staranie o poprawę jakości życia pacjentów z chorobą nowotworową i ich rodzin, włączenie problemów psychoonkologicznych do programu nauczania studentów i personelu medycznego, działalność naukowo-badawcza.
W Polsce rozwojem tej dziedziny zajmuje się między innymi Polskie Towarzystwo Psychoonkologiczne oraz czasopismo naukowe "Psychoonkologia" wydawane od 1997 r. przez to towarzystwo.